# 永豐戰鬥
永豐戰鬥發生於1917年10月17－18日，地點則是在中國湖南永豐。是北洋政府時期內戰之一，交戰兩方為國民黨的護法軍廖家棟團及段祺瑞所屬十七師朱澤黃旅（原湖南第二師），最後，朱澤黃獲勝，孫中山所屬護法運動遭到重挫。